# Burj al-Arab
Burj Al Arab (Arabisk: برج العرب, "Det arabiske tårn") i Dubai er verdens fjerdehøjeste hotel. Hotellet er 321 meter højt og ligger i havet 280 meter ud for Jumeirah-stranden, som den er forbundet til med en bro. Hotellet består kun af suiter, hvoraf den mindste er på 169 m² og den største på 780 m². For at få adgang til hotellet skal man enten have lejet et værelse eller have en middagsaftale.
Hotellet åbnede i december 1999. Opførelsen tog næsten fem år: først to år til etableringen af den ø, som hotellet står på, og derpå næsten tre år for at bygge selve hotellet. Hotellet er tegnet af arkitekten Thomas Wills Wright og drives af Jumeirah-kæden.

## Ekstern henvisning
- Wikimedia Commons har flere filer relateret til Burj al-Arab
- Hotellets officielle websted (engelsk)

25°8′28″N 55°11′8″Ø / 25.14111°N 55.18556°Ø